# Albers (Familienname)
Albers ist ein deutscher Familienname.

## Herkunft und Bedeutung
Der Name Albers ist eine patronymische Form der Namen Albrecht oder Albert.

## Verbreitung
Der Familienname Albers befindet sich mit rund 12.500 Telefonbucheinträgen auf Platz 148 der häufigsten Nachnamen in Deutschland. Dies sind rund 33.400 Namensträger. Vor allem im Nordwesten Deutschlands ist der Name Albers verbreitet. In Österreich ist der Name hingegen kaum verbreitet. Auf zwölf Telefonbucheinträge kommen lediglich 32 potentielle Namensträger.

## Mögliche Varianten
- Aalbers (niederländisch)
- Alberts
- Albertz

## Namensträger

### A
- André Albers (* 1988), deutscher Podcaster und Sportjournalist
- Andreas Albers (* 1990), dänischer Fußballspieler
- Anni Albers (1899–1994), deutschamerikanische Künstlerin
- Anton Albers der Ältere (1765–1844), deutsch-schweizerischer Maler
- Anton Albers der Jüngere (1877–1915), deutscher Maler
- Anton Daniel Albers (1774–1841), deutscher Kaufmann und Bremer Senator

### B
- Bernd Albers (1957–2022), deutscher Architekt und Hochschullehrer
- Bernhard Albers (Maler) (1883–1945), deutscher Maler und Grafiker
- Bernhard Albers (Verleger) (* 1951), deutscher Verleger
- Bruno Albers (1866–1941), deutscher Benediktiner und Kirchenhistoriker
- Burkhard Albers (* 1959), deutscher Politiker (SPD) und Landrat

### C
- Carsten Albers (* 1968), deutscher Anglist
- Christian Albers (1870–1944), deutscher Jurist und Politiker
- Christijan Albers (* 1979), niederländischer Automobilrennfahrer

### D
- Detlev Albers (1943–2008), deutscher Politikwissenschaftler und Politiker (SPD)
- Diana Albers, US-amerikanische Comicbuchautorin

### E
- Eef Albers (* 1951), niederländischer Gitarrist
- Ernst Albers (1891–1979), deutscher Tierarzt, Standesfunktionär und NSDAP-Ortsgruppenleiter von Quickborn

### F
- Felice Albers (* 1999), niederländische Hockeyspielerin
- Focke Albers (1940–2020), deutscher Botaniker
- Friedrich Albers (1881–1936), deutscher Politiker (FVP, DDP, DStP)

### G
- Georg Wilhelm Albers (1800–1876), Jurist und Bremer Senator
- Gerd Albers (1919–2015), deutscher Architekt und Stadtplaner
- Gustav Fridolin Albers (1822–1894), deutscher Entomologe

### H
- Hans Albers (1891–1960), deutscher Schauspieler
- Hans Albers (Manager) (1925–1999), deutscher Chemiker und Industriemanager
- Hans Albers (Rugbyspieler), deutscher Rugby-Union-Spieler
- Hans-Jürgen Albers (* 1943), deutscher Ökonom und Pädagoge
- Hans-Karl Albers (* 1939), deutscher Zahnmediziner
- Hartmut Albers (* 1943), deutscher Jurist und Richter
- Heide Grape-Albers (* 1945), deutsche Kunsthistorikerin
- Heinrich Albers (1774–1855), deutscher Kaufmann und Mäzen, siehe Johann Heinrich Albers
- Heinrich Albers-Schönberg (1865–1921), deutscher Mediziner
- Heinrich Christian Albers (1773–1833), deutscher Kartograf, Erfinder der Albers-Kegelprojektion
- Henk Albers (1927–1987), niederländischer Comiczeichner
- Henry Albers (1904–1987), deutscher Chemiker
- Herbert Albers (1908–2001), deutscher Frauenarzt
- Hermine Albers (1894–1955), deutsche Sozialwissenschaftlerin
- Hilarius Albers (Theodor Wilhelm Albers; 1899–1971), deutscher Dominikaner
- Hubertus Albers, Ideengeber zu Alles Atze

### I
- Irene Albers (* 1967), deutsche Romanistin

### J
- Jan Albers (Jurist) (1922–2006), deutscher Jurist und Gerichtspräsident
- Jan Albers (Hockeyspieler) (* 1952), niederländischer Hockeyspieler
- Jan Albers (Künstler) (* 1971), deutscher Künstler
- Johann Albers (Politiker, I), deutscher Politiker (NSDAP), MdHB
- Johann Albers (Politiker, 1890) (1890–1964), deutscher Politiker (FDP), MdL Niedersachsen
- Johann Abraham Albers (1772–1821), deutscher Arzt und Geburtshelfer
- Johann Christoph Albers (Kaufmann) (1741–1800), deutscher Kaufmann
- Johann Christoph Albers (Konsul) (1776–1828), deutscher Kaufmann und Konsul
- Johann Christoph Albers (Malakologe) (1795–1857), deutscher Arzt, Tierarzt und Malakologe
- Johann Friedrich Hermann Albers (1805–1867), deutscher Mediziner
- Johann Heinrich Albers (1774–1855), deutscher Kaufmann und Mäzen
- Johannes Albers (1890–1963), deutscher Politiker (Zentrum, CDU), MdB
- Jon Albers (* 1976), deutscher Klassischer Archäologe
- Josef Albers (1888–1976), deutscher Maler und Kunsttheoretiker
- Julie Albers, US-amerikanische Cellistin
- Jürgen Albers (* 1951), deutscher Künstler und Redakteur

### K
- Karin Albers (* 1954), deutsche Filmregisseurin, Kamerafrau, Produzentin und Fotografin
- Katharina Albers (* 2001), deutsche Radsportlerin
- Ken Albers (1924–2007), US-amerikanischer Sänger

### M
- Maria Fölling-Albers (* 1946), deutsche Erziehungswissenschaftlerin, Grundschuldidaktikerin und Hochschullehrerin
- Marion Albers (* 1961), deutsche Rechtswissenschaftlerin
- Markus Albers (* 1969), deutscher Journalist
- Martin Albers (* 1975), deutscher Kickboxer
- Matt Albers (* 1983), US-amerikanischer Baseballspieler
- Michael Albers (* 1966), deutscher Politiker (SPD)

### P
- Paul Albers (Schriftsteller) (1852–1929), deutscher Rechtsanwalt und Schriftsteller
- Paul Albers (SS-Mitglied) (1919–2009), deutscher SS-Obersturmführer
- Paul Albers (Eishockeyspieler) (* 1985), kanadischer Eishockeyspieler
- Peter Albers (Politiker) (1901–1955), deutscher Politiker (CDU)
- Peter Albers (Schauspieler) (* 1958), deutscher Schauspieler
- Peter Albers (Mediziner) (* 1963), deutscher Urologe und Hochschullehrer

### R
- Reinhold Albers (1835–1895), deutscher Pfarrer und Lehrer

### S
- Simón Albers (* 1983), deutscher Fernseh- und Hörfunkmoderator
- Sonja-Verena Albers (* 1972), deutsche Mikrobiologin
- Sönke Albers (* 1948), deutscher Wirtschaftswissenschaftler
- Susan Albers (* 1983), deutsche Sängerin, Pianistin und Songwriterin
- Susanne Albers (* 1965), deutsche Informatikerin

### T
- Theodor Albers (1893–1960), deutscher Lehrer, Entomologe und Schmetterlingsforscher
- Theresia Albers (1872–1949), Lehrerin und Ordensgründerin
- Timm Albers (* 1974), deutscher Erziehungswissenschaftler und Bildungsforscher

### U
- Ulrike Albers (* 1966), deutsche Designerin und Schriftstellerin, siehe Saurer & Albers

### W
- Wilhelm Albers (1859–1919), deutscher Generalarzt
- Wilhelm Karl Kurt Albers (1918–2000), deutscher Wirtschaftswissenschaftler und Hochschullehrer
- Wolfgang Albers (Politiker) (* 1950), deutscher Politiker (Die Linke)
- Wolfgang Albers (Polizeipräsident) (* 1955), deutscher Jurist in der Polizeiverwaltung